# يوهان نيكولاوس غوتس
يوهان نيكولاوس غوتس (بالألمانية: Johann Nikolaus Götz)‏ هو مترجم وكاتب وشاعر ألماني، ولد في 1721 في فورمس في ألمانيا، وتوفي في 4 نوفمبر 1781 في فينتربورغ في ألمانيا.

## وصلات خارجية
- يوهان نيكولاوس غوتس على موقع ميوزك برينز (الإنجليزية)